# Georges Hoog
Pour les articles homonymes, voir Hoog.
Georges Hoog, né le 13 novembre 1885 à Paris où il est mort le 13 juin 1944, est un journaliste, écrivain et homme politique français, de sensibilité chrétienne de gauche. Il a aussi utilisé les pseudonymes de Sébastien Diebold et Leroy-Debasan.

## Biographie
Entré très jeune au Sillon, sous l'influence de Louis Grandin, il devient à dix-huit ans à peine secrétaire du mouvement puis, deux ans plus tard, du secrétariat de rédaction de la revue qu'il publie, ainsi que de son hebdomadaire. Après 1910, il devient secrétaire de rédaction du journal La Démocratie, qui succède au Sillon.
Pendant toute sa vie, Hoog sera très proche de Marc Sangnier.
En avril 1913, il publie une série d'articles contre Charles Maurras et l'Action française. Mobilisé le 3 août 1914, il est affecté par le ministre de la Guerre, en 1916, aux services de la propagande française du ministère des Affaires étrangères. Il est secrétaire permanent du Comité catholique de propagande française, pendant la Première Guerre mondiale, par lequel il fait publier, de 1915 à 1919, un périodique mensuel : Lettres à un soldat.
Après la guerre, il poursuit ses activités au sein du comité, rebaptisé comité catholique des amitiés françaises. Il devient aussi le rédacteur en chef de La Démocratie.
Georges Hoog s'inscrit dans le mouvement de la Ligue de la Jeune République. Il devient son secrétaire général en 1932 en remplacement de Marc Sangnier. Il rejoint en 1935 le Front populaire. Il tente en 1936 de conserver la circonscription de Château-Gontier, détenue par Guy Menant, mais perd contre Jacques Duboys-Fresney.
Il est professeur sous le régime de Vichy à l'École supérieure d'organisation professionnelle. L'école est tout d'abord dirigé par Robert Buron, puis en 1941 par Achille Dauphin-Meunier. L'école formait les cadres des Comités d'organisation.
Il est chevalier de l'ordre de Saint Grégoire le Grand (1923) par le Saint Siège, et chevalier de la Légion d'Honneur (1934).